# U-19-Fußball-Europameisterschaft der Frauen 2013
Die Endrunde der 16. U-19-Fußball-Europameisterschaft der Frauen wurde in der Zeit vom 19. bis 31. August 2013 in Wales ausgetragen. Acht Mannschaften traten zunächst in einer Gruppenphase in zwei Gruppen und danach im K.-o.-System gegeneinander an. Spielberechtigt waren Spielerinnen, die am 1. Januar 1994 oder später geboren wurden. Gespielt wurde in vier Stadien, die sich in drei Städten in Wales befinden. Es war das erste UEFA-Turnier in Wales und Wales konnte damit auch zum ersten Mal an der Endrunde teilnehmen. Das Turnier diente gleichzeitig als Qualifikation für die U-20-Weltmeisterschaft 2014, für die sich die vier Halbfinalistinnen qualifizierten.

## Qualifikation
Wales war als Ausrichter automatisch qualifiziert. Die übrigen 43 gemeldeten Nationalmannschaften wurden auf zehn Gruppen zu je vier Mannschaften aufgeteilt. Deutschland, Frankreich und England erhielten eine Wildcard für die 2. Qualifikationsrunde als die Mannschaften auf den ersten drei Plätzen der UEFA-Rangliste. Österreich war Gastgeber in Gruppe 2 und traf auf Italien, Griechenland und Kasachstan. Die Schweiz war Gastgeber in Gruppe 10 und traf auf die Niederlande, Rumänien und Israel.
Die Gruppensieger und -zweiten erreichten automatisch die 2. Qualifikationsrunde. Dazu kam der beste Gruppendritte. Für die Ermittlung des besten Gruppendritten wurden allerdings nur die jeweiligen Ergebnisse gegen die Gruppensieger und -zweiten herangezogen. Die erste Qualifikationsrunde wurde zwischen dem 20. und 25. Oktober 2012 ausgetragen, Die 21 übrig gebliebenen Mannschaften plus Deutschland, Frankreich und England wurden in der 2. Qualifikationsrunde auf sechs Gruppen zu je vier Mannschaften aufgeteilt. Die sechs Gruppensieger und der beste Gruppenzweite qualifizierten sich für das Finalturnier in Wales. Die Turniere der 2. Qualifikationsrunde wurden im April 2013 ausgetragen.

## Modus
Bei der Endrunde bildeten die acht Mannschaften zwei Gruppen zu je vier Mannschaften. In der Gruppenphase spielte jede Mannschaft innerhalb der Gruppe einmal gegen jede andere. Für einen Sieg gab es drei Punkte und für ein Unentschieden einen Punkt. Nach Abschluss der Vorrundenspiele qualifizierten sich die Gruppensieger und Gruppenzweiten für das Halbfinale.
Bei Punktgleichheit mehrerer Mannschaften in den Gruppenspielen wurden die Positionen zunächst anhand der größeren Zahl der Punkte aus den direkten Begegnungen ermittelt. War diese gleich, wurde zunächst die Tordifferenz und danach die Anzahl der erzielten Tore in den direkten Begegnungen verglichen. Waren dann immer noch zwei oder mehrere Mannschaften gleichauf, wurden als nächste Kriterien die Tordifferenz aus allen Spielen und dann die Anzahl der insgesamt erzielten Tore verglichen. Letztes Kriterium war die Fair-Play-Wertung, die aber nicht herangezogen werden musste.
Ab dem Halbfinale wurde das Turnier im K.-o.-System fortgesetzt. Spiele, die nach Ablauf der regulären Spielzeit unentschieden endeten, wurden um zweimal zehn Minuten verlängert. Wäre auch nach der Verlängerung kein Sieger gefunden worden, wäre die Entscheidung im Elfmeterschießen gesucht worden. Dieser Fall trat aber nicht ein. Die reguläre Spielzeit bei allen Spielen betrug zweimal 45 Minuten.

## Vorrunde
Die Auslosung der Gruppen für die Vorrunde fand am 7. Mai 2013 in Llanelli statt. Alle Zeitangaben entsprechen der Ortszeit (MESZ −1 Stunde).

### Gruppe A
| Pl. | Land       | Sp. | S | U | N | Tore    | Diff. | Punkte |
| --- | ---------- | --- | - | - | - | ------- | ----- | ------ |
| 1.  | England    | 3   | 2 | 1 | 0 | 006:000 | +6    | 07     |
| 2.  | Frankreich | 3   | 2 | 1 | 0 | 006:100 | +5    | 07     |
| 3.  | Dänemark   | 3   | 1 | 0 | 2 | 002:600 | −4    | 03     |
| 4.  | Wales      | 3   | 0 | 0 | 3 | 000:700 | −7    | 0      |

|                                                                  |   |            |           |
| Mo., 19. August 2013 um 14:00 Uhr in Llanelli (Parc y Scarlets)  |   |            |           |
| Wales                                                            | – | Dänemark   | 0:1 (0:0) |
| Mo., 19. August 2013 um 19:00 Uhr in Carmarthen                  |   |            |           |
| England                                                          | – | Frankreich | 0:0       |
| Do., 22. August 2013 um 14:00 Uhr in Carmarthen                  |   |            |           |
| Wales                                                            | – | England    | 0:3 (0:0) |
| Do., 22. August 2013 um 19:00 Uhr in Llanelli (Stebonheath Park) |   |            |           |
| Dänemark                                                         | – | Frankreich | 1:3 (1:3) |
| So., 25. August 2013 um 15:00 Uhr in Haverfordwest               |   |            |           |
| Frankreich                                                       | – | Wales      | 3:0 (2:0) |
| So., 25. August 2013 um 15:00 Uhr in Llanelli (Parc y Scarlets)  |   |            |           |
| England                                                          | – | Dänemark   | 3:0 (1:0) |

### Gruppe B
| Pl. | Land        | Sp. | S | U | N | Tore    | Diff. | Punkte |
| --- | ----------- | --- | - | - | - | ------- | ----- | ------ |
| 1.  | Deutschland | 3   | 2 | 1 | 0 | 008:100 | +7    | 07     |
| 2.  | Finnland    | 3   | 1 | 2 | 0 | 003:200 | +1    | 05     |
| 3.  | Norwegen    | 3   | 1 | 0 | 2 | 005:600 | −1    | 03     |
| 4.  | Schweden    | 3   | 0 | 1 | 2 | 001:800 | −7    | 01     |

|                                                                  |   |             |           |
| Mo., 19. August 2013 um 14:00 Uhr in Llanelli (Stebonheath Park) |   |             |           |
| Schweden                                                         | – | Finnland    | 1:1 (1:0) |
| Mo., 19. August 2013 um 19:00 Uhr in Llanelli (Parc y Scarlets)  |   |             |           |
| Deutschland                                                      | – | Norwegen    | 5:0 (5:0) |
| Do., 22. August 2013 um 14:00 Uhr in Haverfordwest               |   |             |           |
| Schweden                                                         | – | Deutschland | 0:2 (0:0) |
| Do., 22. August 2013 um 19:00 Uhr in Carmarthen                  |   |             |           |
| Finnland                                                         | – | Norwegen    | 1:0 (0:0) |
| So., 25. August 2013 um 15:00 Uhr in Llanelli (Stebonheath Park) |   |             |           |
| Norwegen                                                         | – | Schweden    | 5:0 (1:0) |
| So., 25. August 2013 um 15:00 Uhr in Carmarthen                  |   |             |           |
| Deutschland                                                      | – | Finnland    | 1:1 (1:0) |

## Finalrunde
Alle Zeitangaben entsprechen der Ortszeit (MESZ −1 Stunde).

### Halbfinale
|                                                                 |   |            |           |
| Mi., 28. August 2013 um 12:30 Uhr in Llanelli (Parc y Scarlets) |   |            |           |
| Deutschland                                                     | – | Frankreich | 1:2 (0:0) |
| Mi., 28. August 2013 um 19:00 Uhr in Carmarthen                 |   |            |           |
| England                                                         | – | Finnland   | 4:0 (3:0) |

### Finale
|                                                                 |   |         |           |
| Sa., 31. August 2013 um 15:00 Uhr in Llanelli (Parc y Scarlets) |   |         |           |
| Frankreich                                                      | – | England | 2:0 n. V. |

## Beste Torschützinnen
| Rang | Spielerin         | Tore |
| ---- | ----------------- | ---- |
| 1    | Pauline Bremer    | 6    |
| 2    | Bethany Mead      | 3    |
|      | Sandie Toletti    | 3    |
| 4    | Linda Dallmann    | 2    |
|      | Kadidiatou Diani  | 2    |
|      | Nikoline Frandsen | 2    |
|      | Synne Jensen      | 2    |
|      | Juliette Kemppi   | 2    |
|      | Clarisse Le Bihan | 2    |
|      | Nikita Parris     | 2    |
|      | Paige Williams    | 2    |

Hinzu kommen elf Spielerinnen mit jeweils einem Treffer sowie ein Eigentor der Schwedin Louise Högrell.
Torschützenkönigin des Gesamtwettbewerbs wurde die Serbin Jovana Damnjanović mit 14 Toren, die sie ausschließlich in der Qualifikation erzielte.

## Schiedsrichterinnen
| Schiedsrichterinnen | Assistentinnen             | Vierte Offizielle |
| ------------------- | -------------------------- | ----------------- |
| Olga Zadinová       | Araksya Saribekyan         | Paula Brady       |
| Eleni Lampadariou   | Cindy Zeferino de Oliveira | Lorraine Clark    |
| Monika Mularczyk    | Sanja Rođak-Karšić         |                   |
| Petra Chudá         | Giuliana Guarino           |                   |
| Dilan Deniz Gökçek  | Yana Mazanova              |                   |
| Eszter Urbán        | Svetlana Bilić             |                   |
|                     | Rocío Puente Pino          |                   |
|                     | Belinda Brem               |                   |

## Das französische Aufgebot
Nachdem die Französinnen sich in der 2. Qualifikationsrunde – für die sie aufgrund ihres UEFA-Koeffizienten direkt gesetzt waren − mit drei Siegen gegen Belgien, die Schweiz und Russland durchgesetzt hatten, hatte Frankreichs Trainer Gilles Eyquem folgende 18 Spielerinnen in den Kader der späteren Europameisterinnen berufen:
| Nr.        | Name                          | Geburtstag | Verein              | Spiele | Tore |
| Tor        | Tor                           | Tor        | Tor                 | Tor    | Tor  |
| ---------- | ----------------------------- | ---------- | ------------------- | ------ | ---- |
| 21         | Tanya De Souza                | 18.08.1994 | Juvisy FCF          | 0      | 0    |
| 1          | Solène Durand                 | 20.11.1994 | HSC Montpellier     | 5      | 0    |
| Abwehr     |                               |            |                     |        |      |
| 3          | Marine Dafeur                 | 20.10.1994 | FCF Hénin-Beaumont  | 3      | 0    |
| 2          | Aurélie Gagnet                | 30.12.1994 | FC Kansas City      | 4      | 0    |
| 12         | Charlène Gorce                | 18.07.1994 | FF Yzeure AA        | 3      | 0    |
| 5          | Griedge Mbock Bathy           | 26.02.1995 | EA Guingamp         | 3      | 0    |
| 13         | Charlotte Saint-Sans Levacher | 20.05.1995 | Arras FCF           | 4      | 0    |
| 4          | Aïssatou Tounkara             | 16.03.1995 | Juvisy FCF          | 4      | 0    |
| Mittelfeld |                               |            |                     |        |      |
| 6          | Aminata Diallo                | 03.04.1995 | Arras FCF           | 4      | 1    |
| 14         | Ghoutia Karchouni             | 29.05.1995 | Paris Saint-Germain | 5      | 0    |
| 15         | Claire Lavogez                | 18.06.1994 | HSC Montpellier     | 4      | 1    |
| 7          | Faustine Robert               | 18.05.1994 | HSC Montpellier     | 5      | 0    |
| 10         | Sandie Toletti                | 13.07.1995 | HSC Montpellier     | 5      | 3    |
| Angriff    |                               |            |                     |        |      |
| 17         | Alexandra Atamaniuk           | 11.06.1995 | AS Saint-Étienne    | 3      | 0    |
| 11         | Léa Declercq                  | 12.05.1995 | Paris Saint-Germain | 5      | 1    |
| 9          | Kadidiatou Diani              | 01.04.1995 | Juvisy FCF          | 5      | 2    |
| 8          | Clarisse Le Bihan             | 14.12.1994 | EA Guingamp         | 5      | 2    |
| 18         | Lindsey Thomas                | 27.04.1995 | HSC Montpellier     | 2      | 0    |

## Die deutsche Mannschaft

### Kader
Trainerin Maren Meinert nominierte für das Turnier folgenden Kader:
| Nr.        | Name                  | Geburtstag | Verein                 | Spiele | Tore |     |     |     |
| Tor        | Tor                   | Tor        | Tor                    | Tor    | Tor  | Tor | Tor | Tor |
| ---------- | --------------------- | ---------- | ---------------------- | ------ | ---- | --- | --- | --- |
| 12         | Merle Frohms          | 28.01.1995 | VfL Wolfsburg          | 1      | 0    | 0   | 0   | 0   |
| 1          | Meike Kämper          | 23.04.1994 | FCR 2001 Duisburg      | 3      | 0    | 0   | 0   | 0   |
| Abwehr     |                       |            |                        |        |      |     |     |     |
| 4          | Merle Barth           | 21.04.1994 | Bayer 04 Leverkusen    | 4      | 0    | 0   | 0   | 0   |
| 2          | Marie Christin Becker | 18.05.1995 | Holstein Kiel          | 1      | 0    | 0   | 0   | 0   |
| 13         | Franziska Bröckl      | 13.06.1994 | FSV Gütersloh 2009     | 0      | 0    | 0   | 0   | 0   |
| 5          | Sarah Romert          | 13.12.1994 | FC Bayern München      | 4      | 0    | 0   | 0   | 0   |
| 3          | Johanna Tietge        | 16.04.1996 | VfL Wolfsburg          | 4      | 1    | 0   | 0   | 0   |
| Mittelfeld |                       |            |                        |        |      |     |     |     |
| 16         | Silvana Chojnowski    | 17.04.1994 | TSG 1899 Hoffenheim    | 2      | 0    | 0   | 0   | 0   |
| 7          | Annabel Jäger         | 06.01.1994 | BV Cloppenburg         | 4      | 0    | 0   | 0   | 1   |
| 8          | Rebecca Knaak         | 23.06.1996 | Bayer 04 Leverkusen    | 4      | 0    | 0   | 0   | 0   |
| 6          | Lina Magull           | 15.08.1994 | VfL Wolfsburg          | 4      | 0    | 0   | 0   | 0   |
| 11         | Theresa Panfil        | 13.11.1995 | Bayer 04 Leverkusen    | 3      | 0    | 0   | 0   | 1   |
| 15         | Daria Streng          | 22.05.1995 | FCR 2001 Duisburg      | 4      | 0    | 0   | 0   | 0   |
| 17         | Manjou Wilde          | 19.04.1995 | Werder Bremen          | 4      | 0    | 0   | 0   | 0   |
| Angriff    |                       |            |                        |        |      |     |     |     |
| 9          | Pauline Bremer        | 10.04.1996 | 1. FFC Turbine Potsdam | 4      | 6    | 0   | 0   | 1   |
| 10         | Linda Dallmann        | 02.09.1994 | SGS Essen              | 4      | 2    | 0   | 0   | 0   |
| 18         | Fabienne Dongus       | 11.05.1994 | TSG 1899 Hoffenheim    | 3      | 0    | 0   | 0   | 0   |
| 14         | Margarita Gidion      | 18.12.1994 | SC Freiburg            | 2      | 0    | 0   | 0   | 0   |

### 1. Qualifikationsrunde
Die deutsche Mannschaft erhielt ein Freilos.

### 2. Qualifikationsrunde
Die deutsche Mannschaft traf in Heidelberg, Viernheim und Walldorf auf die Mannschaften aus Griechenland, Spanien und Tschechien.
| Pl. | Land         | Sp. | S | U | N | Tore    | Diff. | Punkte |
| --- | ------------ | --- | - | - | - | ------- | ----- | ------ |
| 1.  | Deutschland  | 3   | 3 | 0 | 0 | 016:100 | +15   | 09     |
| 2.  | Tschechien   | 3   | 1 | 0 | 2 | 003:700 | −4    | 03     |
| 3.  | Spanien      | 3   | 1 | 0 | 2 | 005:600 | −1    | 03     |
| 4.  | Griechenland | 3   | 1 | 0 | 2 | 003:130 | −10   | 03     |

|               |   |              |     |
| 4. April 2013 |   |              |     |
| Deutschland   | – | Spanien      | 2:1 |
| Tschechien    | – | Griechenland | 2:0 |
| 6. April 2013 |   |              |     |
| Deutschland   | – | Griechenland | 9:0 |
| Spanien       | – | Tschechien   | 2:1 |
| 9. April 2013 |   |              |     |
| Tschechien    | – | Deutschland  | 0:5 |
| Griechenland  | – | Spanien      | 3:2 |